# کوریدوراس پوزه‌گرازی
کوریدوراس پوزه‌گرازی (نام علمی: Corydoras multiradiatus)، که به نام کت‌فیش پوزه‌گرازی و گربه‌ماهی پوزه گرازی نیز شناخته می‌شود، یک ماهی آب شیرین گرمسیری است که متعلق به زیر خانواده کوریدوراس‌ها از خانواده گربه‌ماهیان زره‌دار است. این گونه بومی آمریکای جنوبی در غرب حوزه آمازون در کشورهای اکوادور و پرو است.
کوریدوراس پوزه‌گرازی در آب و هوای گرمسیری در آبی با پی‌اچ ۶٫۰ تا ۷٫۲، سختی آب ۱۵ و محدوده دمایی ۲۱ تا ۲۴ درجه سانتیگراد زندگی می‌کند و از کرم‌ها، سخت‌پوستان کف بستر، حشرات و مواد گیاهی تغذیه می‌کند. در پوشش گیاهی متراکم تخم‌گذاری می‌کند و نر و ماده از تخم‌ها محافظت نمی‌کنند.